# ワイルド・レンジ 最後の銃撃
『ワイルド・レンジ 最後の銃撃』（原題：Open Range）は、2003年制作のアメリカ合衆国の西部劇映画。ケビン・コスナー監督・製作・主演。
西部開拓時代末期のアメリカ西部を舞台に、遊牧生活を送るカウボーイたちの正義と名誉をかけた闘いを雄大な自然を背景に描いた本格西部劇。

## キャッチコピー
逃げる場所もない。
隠れる理由もない。

## あらすじ
1882年のアメリカ西部・モンタナ。“ボス”ことスピアマン、チャーリー、モーズ、メキシコ人の少年バトンの4人と犬のティグは定まった牧場を持たずに各地の草原を移動しながら牛を育てる“フリー・グレイザー”の集団である。
ある日、町へ買い物に行ったモーズが戻って来ないため、バトンをキャンプの見張りに残し、スピアマンとチャーリーが町に向かうと、モーズは喧嘩をしたとして留置場に入れられていた。連れて帰るべく町の顔役であるバクスターと交渉し、もう“フリー・グレイザー”の時代は終わったとして町から出て行くよう警告を受けながらも、その場はそれだけで終わる。彼は暴行を受け負傷していたため、ボスたちは町外れの医院を訪れ、医者と美女スーにモーズを手当てしてもらった後、キャンプ地に戻り、モーズの回復を待つことにした。そんなある日、遠くから4人の白覆面をつけた男たちが、ボス一行を威嚇する。その夜、ボスとチャーリーは森の中でその男たちを痛めつけるが、キャンプ地に戻るとモーズとティグが撃ち殺され、バトンは重傷を負っていた。バトンを幌馬車に乗せて例の医院に連れてゆき、スーの治療を受けた後、ボスとチャーリーはバクスターとの対決を決意する。
雨の中、子犬を救い、入った飲み屋で保安官のプールに出会う。町の人々は彼らに同情的だったが、バクスターの言いなりのプールや手下のガンマンたちの恐怖支配に慣れてしまっていた。雨上がりの朝、襲ってきたプールたちを逆に縛り上げたボスとチャーリーは、気持を告白したチャーリーに想いを寄せるスーを残し、バクスターに挑戦状を叩きつける。ボスはチョコレートと葉巻を買い、チャーリーはプリンセス模様のティーカップも何かあったらスーに届けてくれという。町の人々が丘の上に避難する中、ボスとチャーリーは初めて互いに本名を名乗り合い、たった二人で決斗の場へおもむく。

## キャスト
※括弧内は日本語吹替
- チャーリー・ウェイト - ケビン・コスナー（津嘉山正種）
- “ボス”スピアマン - ロバート・デュヴァル（大塚周夫）
- スー・バーロウ - アネット・ベニング（佐々木優子）
- デントン・バクスター - マイケル・ガンボン（佐々木梅治）
- バトン - ディエゴ・ルナ
- モーズ・ハリソン - アブラハム・ベンルービ（星野充昭）
- パーシー - マイケル・ジェッター（藤本譲）
- プール保安官 - ジェームズ・ルッソ
- ドク・バーロウ - ディーン・マクダーモット
- バトラー - キム・コーツ

## 評価
レビュー・アグリゲーターのRotten Tomatoesでは183件のレビューで支持率は79%、平均点は6.80/10となった。Metacriticでは40件のレビューを基に加重平均値が67/100となった。
アメリカ映画界が放つ本格西部劇大作として公開され全米興行で60億円を記録し大ヒットとなった。映画雑誌のランキング「最高の銃撃戦ベスト10」においても本物と称され第9位にランクインしている。ヒューストンクロニクル紙は「ハリウッドが生んだ最高のジャンル西部劇の中でも最高の1本」とコメントを寄せている。